# Phạm Công Hiển
Phạm Công Hiển (sinh ngày 21 tháng 7 năm 1992) là một cầu thủ bóng đá chuyên nghiệp người Việt Nam hiện đang thi đấu ở vị trí hậu vệ cho Câu lạc bộ bóng đá Sài Gòn tại V.League 1.